# ITE – Museet för nutida folkkonst
ITE – Museet för nutida folkkonst (finska ITE – Nykykansantaiteen museo) eller ITE-museet (finska ITE-museo) är ett museum för samtida folkkonst i Karleby i Mellersta Österbotten, som drivs av Karleby stad och Landsbygdens bildnings- och kulturförbund. Dess huvuduppgift är att presentera och främja finländsk samtida folkkonst (ITE-konst). 
Förutom utställningen vid museet i Karleby hålls vandringsutställningar och evenemang  med finländsk och internationell samtida folkkonst och särlingskonst.
Museet grundades i Kaustby 2001 och har ingått i K. H. Renlunds museum – Mellersta Österbottens landskapsmuseum i Karleby sedan 2009.